# Бенкет Валтасара (картина Рембрандта)
Бенкет Валтасара (нід. Het feestmaal van Belsazar) — картина голландського художника Рембрандта Харменса ван Рейна, створена приблизно в період з 1634 по 1636 рік. За основу взятий біблійний сюжет з Книги пророка Даниїла (V, 1-30), що входить у Старий Заповіт. У XVII столітті картина потрапила до Англії й нині вона перебуває в лондонській Національній галереї. «Бенкет Валтасара» має популярність, тому її досить часто вивозять до закордонних музеїв (наприклад, Берліна чи Нью-Йорка), а також до Державного музею Амстердама (виставки відбулися у 1898, 1932, 1956, 1969, 1991 роках).

## Історія створення
Карел ван Мандер у своїй книзі «Життєпис художників», опублікованій 1604 року, наголошував на тому, що італійські художники завжди відгукувалися про голландських колег, як про неспроможних зображати людські фігури. Водночас вони віддавали належне їхньому вмінню досконало передавати пейзажі. Ван Мандер закликав голландських художників зробити все можливе, аби спростувати слова італійців. У наступній своїй книзі «Den Grondt der Edel vry Schilder-Const» він присвятив цілий розділ техніці передачі пропорцій фігур, а також стану афекту та інших емоцій. Саме Рембрандт та, деякою мірою Пітер Ластман, найдосконаліше оволодів навичками ван Мандера. Ван Рейн свідомо відійшов від концепції передачі витончених поз та рухів, таких як контрапост.
На відміну від італійських, фламандських чи іспанських художників, які переважно зображали релігійні сюжети, голландські живописці взялися за написання картин зі світської тематики. При цьому, якщо вони бралися за написання картини із зображенням релігійного сюжету або діяча, то робота виконувалася в «протестантському стилі», де заведено зображати містичне в повсякденному поданні. У XVII столітті бароко перестало існувати лише в рамках католицької церкви й художники з протестантських країн північної Європи використовували цей стиль при виконанні своїх робіт. Незабаром з'явилося безліч різних жанрів, які задовольняли різноманітні смаки замовників, але зберігали загальні для бароко риси. Прихильником і послідовником цього стилю був Рембрандт.
Закінчивши роботу в своїй Лейденській майстерні в 1631 році, він перебрався до Амстердама, де його роботи мали значний попит. Картина «Бенкет Валтасара» була написана в цьому місті під час злету його кар'єри, коли Рембрандта визнали видатним художником. 1634 року художник узяв шлюб із Саскією ван Ейленбюрх, дочкою заможних бюргерів. Тестем маляра став бургомістр міста Леуварден. Дана обставина відкрила для Рембрандта нові можливості для реалізації картин. Після цієї події замовлення надходили одне за одним. Існує думка, що і картина «Бенкет Валтасара» була замовленням від одного з численних шанувальників творчості художника. Робота зайняла два роки з 1634 по 1636, втім, існує й інша думка, згідно з якою картина все ж таки була завершена в 1635 році. Під час роботи ван Рейн консультувався у рабинів єврейської громади Амстердама. Регіс Бюрнет, професор бельгійського католицького університету, вважає, що художник обрав саме цей сюжет для картини з двох причин. По-перше, Рембрандт всіляко намагався в своїй майстерності перевершити Пітера Пауля Рубенса. По-друге, в постаті Валатсара він зобразив іспанського короля Філіпа IV. За непомірну жорстокість та переслідування протестантів голландці бажали, щоб з ним трапилося те ж, що й з халдейським царем (Мене, мене, текел, упарсін).
Подальша доля картини залишається маловідомою, оскільки наразі неможливо простежити, хто був замовником цієї роботи та володів нею упродовж першого часу після написання. Згадки про полотно з'являються лише у XVIII столітті в Англії, а саме з 1725 року, коли її придбав для своєї особистої колекції Томас Фулвуд (англ. Thomas Fulwood). Наступним власником став відомий тогочасний художник — Гамлет Вінстенлі. Він, своєю чергою, продав картину у 1736 році за 125 фунтів стерлінгів Джеймсу Стенлі, 10-му графу Дербі. Нащадки останнього володіли полотном аж до 1964 року, коли його викупили представники лондонської Національної галереї. Дослідники проєкту «Рембрандт», згідно з класифікаційними правилами, підтвердили, що автором картини «Бенкет Валтасара» є саме Рембрандт та надали їй номер А 110. Окрім того, полотно просканували за допомогою рентгенівського випромінювання, але це не допомогло розв'язати проблему відсутності сигнатури, через що наразі нема єдиної думки щодо дати створення картини.

## Опис

### Сюжет
Сюжет картини з ключовим моментом містичної появи руки був узятий Рембрандтом зі старозавітної книги пророка Даниїла (5: 25-28). Після смерті царя Набоніда влада у Вавилоні перейшла до його сина Валтасара. З цього приводу було влаштовано гучний бенкет, який тривав упродовж багатьох днів. У цей час мідяни та перси підійшли до стін Вавилона і розпочали облогу. Тим часом всередині міста тривали гуляння і в один момент для безлічі коханок, вельмож та інших гостей не вистачило посуду. Після цього цар дав наказ принести золоті ритуальні речі з пограбованого ще Навуходоносором II храму в Єрусалимі. Після такого блюзнірства зненацька з'явилася людська рука, яка почала писати літери на стіні. Отямившись від жаху, Валтасар скликав віщунів, мудреців та чаклунів та наказав їм розтлумачити послання. Однак, ніхто з присутніх не зміг впоратися з поставленим завданням. Після цього матір царя порадила йому звернутися до людини на ім'я Даниїл. Саме останньому вдалося пояснити таємниче послання, що звучало, як — «Мене, мене, текел, упарсін». Даниїл розповів, що за негідні перед Богом діяння і опоганювання святинь Валтасара чекає смерть, а царство його буде розділено між мідянами і персами. В ту ж ніч місто було взяте штурмом, а халдейського царя знайшли мертвим.

### Виконання
Полотно виконане в притаманних художникові жовтих, коричневих та золотавих відтінках. Групу бенкетуючих він навмисно виділив за допомогою більшого освітлення силуетів, яке, своєю чергою, поглинає темрява, що поширюється від таємничого напису. У картині «Бенкет Валтасара» ван Рейн тонко передав емоції, які відчувають усі учасники події. Досить реалістично зображені здивування і страх, риси обличчя підкреслені динамічним тлом. Художник, наприклад, зобразив вино, що переливається зі священних посудин, додавши тим самим символізму своїй роботі. У властивій йому класичній манері виконання він вибудовує композицію, де в центрі картини — Валтасар, а навколо нього дружина, коханки, слуги, жерці й охорона. Поява містичної руки спричиняє непідробний глибокий жах на обличчях усіх присутніх, а сам цар немов прикривається рукою від небезпеки. Наслідуючи моду тих часів серед художників, Рембрандт зобразив свою дружину на полотні, де їй була відведена роль дружини царя (жінка з кучерявим волоссям, сережками та намистом з перлів).

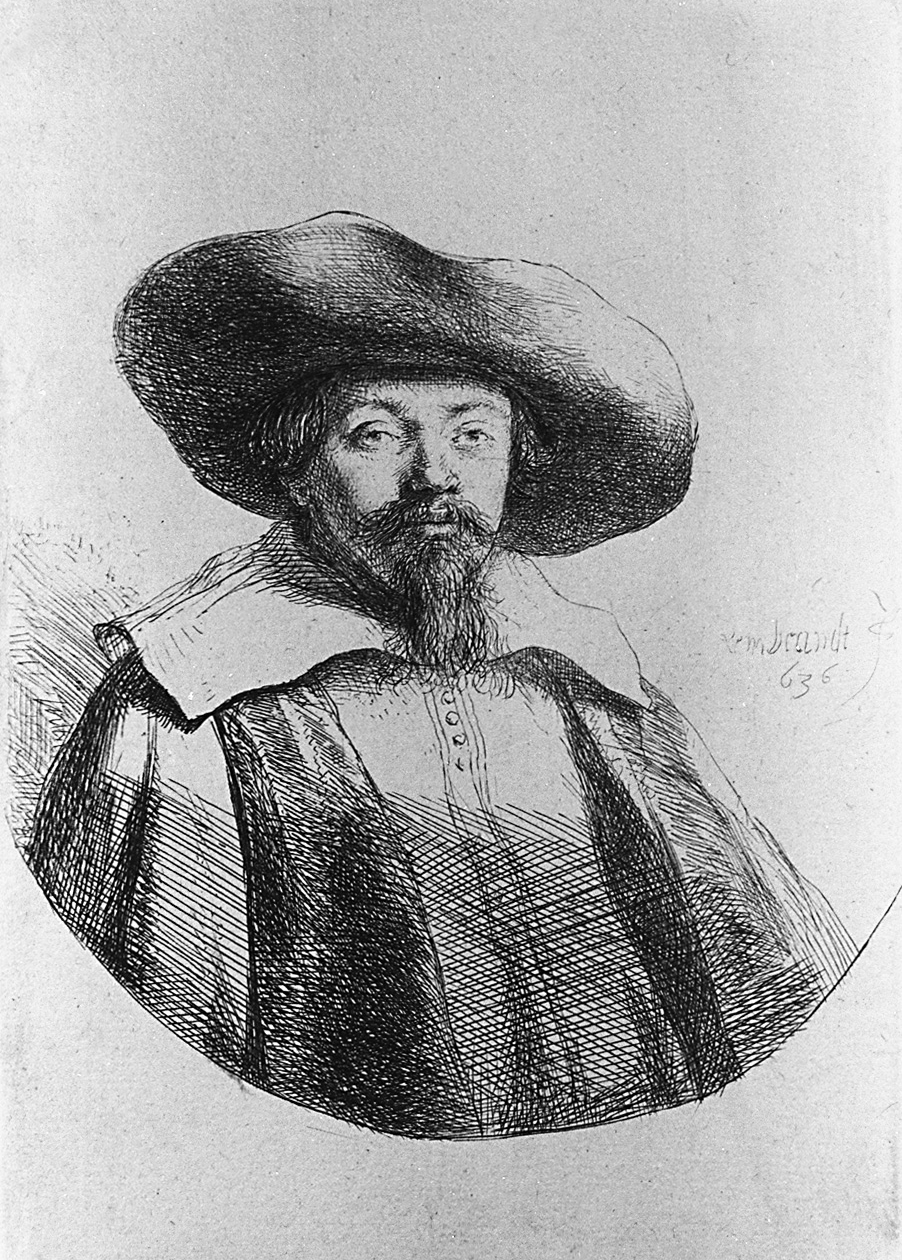
Менассе бен Ізраїль

Особливе розташування літер знаменитого вогняного надпису, що з'явився на стіні, не випадкове. У той час одним із близьких друзів Рембрандта був єврей Менассе бен Ізраїль, якого художник часто зображував на своїх етюдах. Саме він дав пораду художникові, як треба розташувати текст напису на полотні. Таємничий напис на івриті ван Рейн зобразив не горизонтальними рядками справа-наліво (як того вимагає єврейська писемність), а п'ятьма стовпцями, де на останнє слово припадають два стовпчики. Якби слова були написані звичайним чином — вавилонським тлумачам не вартувало б жодних зусиль прочитати їх. Однак, в самому священному писанні вказано, що напис був зашифрований, а таємницю шифру Бог відкрив одному лише пророку Даниїлу.
Досліджуючи рентгенівські знімки картини, які зробили дослідники проєкту «Рембрандт», професор Гавайського університету в Маноа Роберт Літтман звернув увагу на наступну деталь. Рембрандт, який досить добре володів івритом та арамейською орфографією, допустив значну помилку під час написання מנא תקל. Для людей, які не володіють цим письмом, помилку розгледіти доволі важко, але для інших одразу ж стане зрозуміло, що замість літери «זין» (Заїн) було використано «נוּן» (Нун). Однак, найбільше здивування у Літтмана викликав не сам факт допущення орфографічної помилки, як те, що художник консультувався з рабином Манессе бен Ізраїлем і, скоріш за все, показував свою картину після закінчення. Також професор звертає увагу на те, що допущення таких помилок характерне для тих, хто знайомий з івритом та арамейською орфографією, але не розуміє значення слів. Також, завдяки рентгенівським знімкам картини стало відомо, що картина зазнавала змін, адже поверх орфографічної помилки було зроблене виправлення аналогічною фарбою з аналогічним відтінком.

## Відгуки
Упродовж тривалого часу авторство картини викликало сумнів у відомих критиків та митців. Так, в 1857 році англійський художній критик, ілюстратор та директор Національної портретної галереї Лондона Георг Шарф відгукнувся про неї, як про «нудну та недостатню у виконанні». Тим часом французький художній критик, історик, мистецтвознавець та гравєр, член Французької академії Август Олександр Шарль Блан взагалі вважав автором картини учня Рембрандта — Ґербранда ван ден Екгоута. Журнал Таймс на своїх сторінках також розкритикував це полотно, називаючи його таким, що «не є однією з чудових робіт майстра». Нині члени дослідницького проєкту «Рембрандт» відкидають усі сумніви та відгукуються про картину, як про «справжню, добре збережену…надійно підписану».